# Werner Böttcher
Werner Böttcher (* 4. September 1909 in Berlin-Friedenau; † 10. November 1944 in Różan) war ein deutscher Mittelstrecken- und Crossläufer.

## Biografie
Bei den Deutschen Meisterschaften 1935 konnte Werner Böttcher im Crosslauf Silber gewinnen und in der Mannschaftswertung wurde er zusammen mit Walter Schönrock und Karl Kelm Deutscher Meister. Auch 1936 war er erfolgreich: Mit der 4-mal-1500-Meter-Staffel gewann er Gold und über 1500 Meter Silber.
Als deutscher Vizemeister trat er bei den Olympischen Spielen 1936 in Berlin über 1500 Meter an und belegte den zwölften Rang.
Werner Böttcher starb im November 1944 an der Ostfront in Różan, das heute zu Polen gehört.